# Docomo Digital Germany
Die Docomo Digital Germany GmbH mit Hauptsitz in Düsseldorf ist ein international tätiges Unternehmen im Bereich mobile und interaktive Mehrwertdienste und Payment-Lösungen. Sie firmierte bis zum 27. Dezember 2016 als net mobile AG.
Die Docomo Digital Germany GmbH ist seit 2009 ein mehr als 87-prozentiges Tochterunternehmen des japanischen Mobilfunkanbieters NTT Docomo. Mit der Net-m Privatbank 1891 verfügt die Docomo Digital über ein eigenes Bankhaus.

## Geschäftstätigkeit
Die Geschäfte der Docomo Digital Germany GmbH richten sich ausschließlich an Geschäftskunden. Sie ist demnach ein reiner Business-to-Business-Anbieter. Das Unternehmen sieht sich als „führender Full-Service-Provider für Payment-Lösungen und mobile Mehrwertdienste“ und stelle „Direct Carrier Billing“, Mobile Payment und Mobile-TV Dienste bereit.

## Geschichte der Net Mobile AG
Die erste Eintragung unter der Firmierung Net Mobile AG erfolgte am 9. Oktober 2000 bei der Handelskammer in Köln; noch im gleichen Jahr wurde der Sitz nach Düsseldorf verlegt.
2001 übernahm die Net Mobile AG das Unternehmen SMS Infowelt. Das Geschäftsfeld bestand zunächst aus der klassischen Info-SMS und den damit verbundenen Dienstleistungen. Parallel baute die Net Mobile AG eine Smart-Download Plattform auf. Im Januar 2002 gab es die erste erfolgreiche WAP-Anwendung mit bewegten Bildern. 2003 startete die Net Mobile AG mit der Vermarktung von Klingeltönen. 2004 brachte sie Video-Downloads für Handys und somit bewegte Unterhaltung auf den Markt. Im Februar 2004 wurde die Dependance in Shanghai (China) eröffnet. Am 27. Juni 2005 gab die Net Mobile AG bekannt, dass sie im Juli 2005, im Rahmen eines IPO, an die Börse gehen wird.
Im September 2009 gab der führende japanische Mobilfunkanbieter NTT Docomo ein freiwilliges öffentliches Übernahmeangebot für die Net Mobile AG ab. Mit Ende der Annahmefrist für das öffentliche Übernahmeangebot an die Aktionäre der Net Mobile AG am Montag, dem 9. November 2009 hatte die Docomo Deutschland GmbH, eine hundertprozentige Mobilfunkgesellschaft von NTT Docomo, rund 72 Prozent des Grundkapitals und der Stimmrechte der Net Mobile AG.
Im November 2013 gab Net Mobile bekannt, dass die beiden Vorstände Frank Hartmann (CFO) und Edgar Schnorpfeil (COO) das Unternehmen verlassen. Im März 2014 gab das Unternehmen die Trennung von dem Vorstandsvorsitzenden Theodor Niehues bekannt. Als neuer CEO kehrte Edgar Schnorpfeil in das Unternehmen zurück. Im April 2015 wurde Simone Wittstruck Nachfolgerin von Imran Khan als neuer Finanzvorstand, Khan übernahm als Chief Operating Officer Teilbereiche des operativen Geschäfts. Ende Juni 2016 schied Imran Khan als Chief Operating Officer aus dem Unternehmen aus.
Im Rahmen eines Squeeze-Out-Verfahrens erwarb die Docomo Digital GmbH sämtliche noch ausstehende Aktien der Minderheitsaktionäre der net mobile AG. Die Börsennotierung endete im September 2016.
Seit 27. Dezember 2016 firmiert die Net Mobile AG unter dem Namen Docomo Digital Germany GmbH.

## Umsatzentwicklung
| Umsatzentwicklung der Net Mobile AG                 | Umsatzentwicklung der Net Mobile AG |
| --------------------------------------------------- | ----------------------------------- |
| Geschäftsjahr                                       | Umsatz in Mio. €                    |
| 1. Oktober 2004 bis 30. September 2005              | 32,70                               |
| 2005/2006                                           | 50,03                               |
| 2006/2007                                           | 59,70                               |
| 2007/2008                                           | 59,40                               |
| 2008/2009                                           | 91,97                               |
| 2009/2010                                           | 92,59                               |
| Rumpfgeschäftsjahr 1. Oktober bis 31. Dezember 2010 | 27,12                               |
| 2011                                                | 106,65                              |
| 2012                                                | 124,76                              |
| 2013                                                | 130,49                              |
| 2014                                                | 122,15                              |
| 2015                                                | 117,5                               |

## Kritik
Um Juli 2002 berichtete der Focus im Zusammenhang mit überteuerten kostenpflichtigen Mehrwertdiensten (0190-Nummern) über „ein komplexes Beziehungsgeflecht zwischen Netzbetreibern, Vermittlern und Dienste-Anbietern“, an dem auch die Net Mobile AG beteiligt war. Verbraucher könnten die „sorgsam verschachtelten Geschäftsbeziehungen“ kaum nachvollziehen.
Wegen des Verdachts auf Urheberrechtsverletzungen und Abrechnungsbetrug im Zusammenhang mit Klingeltönen durchsuchte die Staatsanwaltschaft Düsseldorf im April 2004 Büroräume der Net Mobile AG und ihrer Vertriebspartner Logoland und Logoplanet.
Der Blogger Wolfgang Osinski veröffentlichte im Juni 2011 auf dem Düsseldorf Blog einen Offenen Brief zum Aboservice GoPAY von Net Mobile, der viele Kunden mit nicht nachvollziehbaren Rechnungen „überrascht“. Die Düsseldorfer Staatsanwaltschaft habe bestätigt, dass dazu „eine Reihe von Anzeigen“ vorliegen. Auf ihrem Fachblog Von wegen Abmahnung berichtete die Anwältin Frauke Andresen im Januar 2012 über WAP-Abofallen für Smartphones. Anbieter wie Net Mobile bieten vermeintlich kostenlose SMS an, die gekoppelt an ein Abonnement zu laufenden Kosten führen.
Im August 2012 berichtete die Neue Osnabrücker Zeitung über den Fall eines zehnjährigen Mädchens, das 2009 in eine Abofalle geraten war. Die Heidelberger Anwaltskanzlei Seiler & Kollegen sucht von ihrem Vater die von der Net Mobile AG in Rechnung gestellten Beträge einzuklagen. Die Zeitung verweist auf zahlreiche Einträge im Internet zu ähnlichen Problemen mit der betreffenden Kanzlei oder mit Net Mobile. Laut der Verbraucherzentrale Bottrop falle im Zusammenhang mit Abofallen auf Handys immer wieder der Name Net Mobile, berichtete die WAZ im November 2013. Die Redaktion von inside-handy.de berichtete ausführlich über solche Abofallen.
2014 wurden neue Fälle bekannt, in denen über versteckte oder scheinbar harmlose Werbebanner in Smartphone-Apps wie WhatsApp Abofallen ausgelöst werden, die zu überhöhten Rechnungen führen. Die Zahlungsabwicklung dieser Abofallen via WAP-Billing laufe über die Net Mobile AG. Auch 2016 wurde von Verbraucherschützern vor Abofallen gewarnt, deren Zahlungsabwicklung über Net Mobile laufe.

## Net-m Privatbank 1891
Die Net-m Privatbank 1891 AG ist ein 100-prozentiges Tochterunternehmen der Docomo Digital Germany GmbH. Für Einzelheiten siehe dort.